# Parafia św. Andrzeja Apostoła i Narodzenia Najświętszej Maryi Panny w Łączkach Jagiellońskich
Parafia św. Andrzeja Apostoła i Narodzenia Najświętszej Maryi Panny w Łączkach Jagiellońskich – parafia rzymskokatolicka znajdująca się w diecezji rzeszowskiej w dekanacie Frysztak.
Założona w 1811 roku. Mieści się w Łączkach Jagiellońskich pod numerem 9.